# De woestijnroos
De woestijnroos is het zeventiende stripverhaal uit de reeks Johan en Pirrewiet. Het is het voorlopig laatste deel uit de reeks. Het werd getekend door Alain Maury en geschreven door Thierry Culliford en Luc Parthoens. De decors werden vanaf plaat 24 getekend door Ludo Borecki.

## Achtergrond
Na het beëindigen van De nacht van de magiërs werden meerdere pistes bewandeld voor een opvolger. Zowel Alain Maury als Luc Parthoens - nieuw in deze reeks, maar al sinds 1990 bij de tekenstudio aan de slag - begonnen met het schrijven van een verhaal. Een derde verhaal werd bedacht voor Thierry Culliford. Van dat verhaal, met de werktitel Le Rêve d'Icare (vrij vertaald "De droom van Icarus"), werden al enkele platen getekend, sommige zelfs geïnkt. In dit verhaal zou Pirrewiet als zelfverklaarde ingenieur een vliegende machine bedenken - een parodie op Leonardo da Vinci. Het was nog niet duidelijk waar dit verhaal in zou uitlopen en Maury voelde zich niet helemaal thuis in het tekenen van middeleeuwse machines. Uiteindelijk besloot het trio om een ander verhaal te beginnen: De woestijnroos.
Het oorspronkelijke idee van Parthoens voor dit verhaal was om iets te doen rond de kruistochten. In de lijn van de eerdere verhalen van Peyo zou hierdoor een nieuwe omgeving worden aangeboord en worden historische kenmerken in het verhaal verwerkt. Naarmate het verhaal verder werd uitgewerkt samen met Culliford, speelde het zich uiteindelijk af in Noord-Afrika.
Na 23 platen werd het verhaal onderbroken, omdat een nieuw verhaal van De Smurfen dringender was. Maury speelde intussen met het idee om de tekenstudio te verlaten. Hij vraagt daarom aan een jonge medewerker van de studio, Ludo Borecki, om de decors voor de rest van het verhaal te tekenen. Hoewel Maury daarop stond, werd zijn naam echter niet vermeld in het album.

## Verhaal
Een oude ridder komt aan op het koninklijk slot. Met een zilveren roos maakt hij zich bekend: het is Godfriend de Schone, een oude vriend van de koning. Samen met Alderik vochten ze tegen emir Hazam VI. Ze werden gevangengenomen, maar prinses Aïcha, dochter van de emir en oorlogen zat, bevrijdde hen. Godfried was verliefd op haar, maar zij kon niet ingaan op zijn avances. Als afscheidscadeau gaf ze hem de zilveren roos. Tijdens de vlucht van Godfried, Alderik en de koning viel Godfrieds paard. Alderik viel ook en belandde in een ravijn. Godfried zat geklemd onder het paard en de koning was al ver voorop, maar toen die terugkeerde was het voor Alderik al te laat.
Godfried heeft na jaren een boodschap gekregen van Aïcha, gebracht door een Berber: haar vader is ontvoerd en ze vraagt Godfried te helpen bij het vinden van het losgeld. Godfried komt het op zijn beurt aan de koning vragen. Die stemt toe en stuurt een escorte mee. Johan en Pirrewiet horen daar bij.
Ze moeten de zee op, maar moeten daarvoor opsplitsen in 2 groepen omdat er geen boot groot genoeg is. Als één boot gesaboteerd wordt, lijkt alles er op te wijzen dat Godfried daar zelf voor gezorgd heeft. Hij vertrekt zonder Johan en Pirrewiet, maar Johan vindt snel daarna een andere boot en gaat de eerste achterna. Bij de emir aangekomen, blijkt die in goede gezondheid op zijn troon te zitten. Godfried lijkt hen bedrogen te hebben en ze gaan op zoek naar hem. Ze vinden het stukje escorte dat nog met Godfried mee was. De groep is aangevallen door een roversbende. Godfried is met de belagers mee. Johan, Pirrewiet en een gids gaan hen achterna en vinden Godfried terug in een roverskamp, weliswaar geboeid. Ook hij blijkt bedrogen te zijn: de Berberse bode blijkt niemand minder dan Alderik te zijn, die zijn val overleefde en zich bij de rovers aansloot. Hij verwijt Godfried het ongeluk en hoopt hem zo te kunnen straffen. Godfried praat op hem in en Alderik krijgt spijt. De andere rovers zijn daar niet mee opgezet en gaan de strijd aan. Alderik helpt Johan en Pirrewiet, die snel worden geholpen door hun gids en soldaten van de emir. De overwinning is voor hen, maar Alderik overleeft de strijd niet. Godfried verzoent met de emir en kan eindelijk krijgen waar hij al die jaren op wachtte: zijn woestijnroos Aïcha.